# American Pie: El reencuentro
American Pie: El reencuentro (título original en inglés: American Reunion) es una película cómica escrita y dirigida por Jon Hurwitz y Hayden Schlossberg. Es la octava película de toda la saga y la cuarta con los actores originales de American Pie (1999), American Pie 2 (2001) y American Wedding (2003). La película se estrenó el 6 de abril de 2012, y en España se estrenó el 4 de mayo de 2012.

## Argumento
Trece años después de graduarse de la escuela secundaria, Jim Levenstein (Jason Biggs), Kevin Myers (Thomas Ian Nicholas), Chris "Oz" Ostreicher (Chris Klein), Paul Finch (Eddie Kaye Thomas), y Steve Stifler (Seann William Scott) han pasado a la vida adulta y sus responsabilidades. Jim está casado con Michelle (Alyson Hannigan) y tienen un hijo de dos años. Kevin está casado con Ellie (Charlene Amoia) y trabaja desde su casa como arquitecto. Oz, un periodista deportivo de la NFL de Los Ángeles, vive con su novia, la supermodelo Mia (Katrina Bowden). Finch supuestamente ha desaparecido, y Stifler trabaja como empleado temporal en una empresa de inversión.
Cuando el excompañero John (John Cho), parte del dúo 'MQMF', organiza una "Clase de 1999", una reunión de la secundaria de East Great Falls, Jim y Michelle llegan a la vieja casa de Jim, donde su padre Noah (Eugene Levy) es ahora viudo. Jim se encuentra con su vecina Kara (Ali Cobrin), que cuidaba de niña y que pronto cumplirá 18 años. Jim se encuentra con Oz, Kevin y Finch en un bar, donde se encuentran con Selena (Dania Ramírez), una antigua compañera y amiga de Michelle desde el campamento musical. Stifler, inesperadamente ve al grupo, y se une a ellos para las actividades del fin de semana.
Al día siguiente, el grupo va a la playa. Oz se encuentra con su exnovia del colegio, Heather (Mena Suvari), que está saliendo con un cardiólogo llamado Ron (Jay Harrington), mientras que Kevin se reencuentra con Vicky (Tara Reid) su novia durante los años de instituto. Los chicos tienen un altercado con el novio de Kara, AJ (Chuck Hittinger) y sus amigos, que termina con Stifler defecando en su nevera portátil y destruyendo sus motos de agua. Esa noche, los chicos y chicas, menos Michelle, van a una fiesta de escuela secundaria celebrando el cumpleaños de Kara. Jim se ve obligado a llevar a Kara, totalmente borracha, a su casa, quien muestra los pechos y trata de seducirlo. Oz, Finch y Stifler van a ayudan a Jim a meter a Kara a su habitación sin que se enteren sus padres, pero AJ los ve a ellos a escondidas. Kevin se despierta con resaca en una cama al lado de Vicky, y supone que tuvieron relaciones sexuales.
Al día siguiente, Stifler trata de organizar una fiesta como en los tiempos de la escuela, pero se encuentra con que todo el mundo ha madurado. Jim y Michelle, que han tenido una vida sexual mediocre, asisten con la idea de recrear la noche de graduación. Ellos traen al padre de Jim para ayudarlo a salir de su depresión, quien se emborracha y conoce a la madre de Stifler, Jeanine (Jennifer Coolidge). En un momento, un asustado Kevin llega a la fiesta y tiene una pequeña reunión con sus amigos, donde les dice que posiblemente la noche anterior en estado de ebriedad cree haber tenido relaciones con Vicky, sintiéndose muy culpable por esto. Mía toma éxtasis, mientras que Ron humilla a Oz, mostrando un DVD de su eliminación como concursante en “Celebrity Dance-Off". Cuando Heather va a confortarlo, se encuentran en el sótano de la casa de Stifler donde Oz la besa y le dice que la ama y que quiere estar con ella. En ese momento, Ron comienza a llamar a Heather a lo cual ella se va y le dice a Oz que la espere unos minutos, que ella regresará. Al cabo de unos minutos es Mia quien baja al sótano y bajo la influencia del éxtasis y el alcohol somete a Oz, violándolo. Al momento, Heather baja y los ve horrorizada a lo cual Mia le dice "perra" a Heather y esta la ataca, arrancándole las extensiones de cabello y marchándose. Jim y Michelle deciden intercambiar roles en la cama, pero Jim se enfrenta a Kara, quien quiere seducirlo nuevamente, seguido por un hostil AJ y sus amigos. Los dos grupos tienen una pelea en el jardín delantero, que se ve interrumpida por la policía, que arresta a Finch por el robo de una motocicleta. Seguido de esto, Stifler se burla de Finch, por lo cual Oz y los chicos del grupo enfadados le dicen que es muy mal amigo, a lo cual Stifler le responde que los malos amigos son ellos que se han olvidado de él, no lo llaman ni le hablan y lo han evitado durante años. Jim le responde que no lo toman en cuenta porque siempre arruina todo  y por su incapacidad para superar la escuela secundaria. Seguido de esto un Triste Stifler termina la fiesta y se va.
Mia deja a Oz, Stifler decide dejar la reunión para trabajar, y Michelle se va a casa de su abuela. Cuando Jim le dice a su padre acerca de la falta de sexo, el le dice que necesitan tiempo para estar juntos. En la reunión, Finch admite que es un administrador asistente de la Staples y robó la motocicleta de su jefe al no recibir el aumento de sueldo que le había prometido.  Sintiéndose culpables por el trato que le dieron a Stifler, los chicos lo visitan en el trabajo y se disculpan, consolidando así su amistad, Stifler decide dejar su trabajo y asistir a la reunión. Oz ve a Heather en la reunión con Ron. Oz se acerca y le dice a Ron que lo deje hablar un momento con Heather a lo que este cede pero burlándose una vez más de Oz. En ese momento, Oz se besa con Heather delante de Ron, el cual amenaza a Oz diciéndole que si le da un solo golpe lo demandará y le quitará todo lo que tiene a lo cual Stifler intercede por Oz y noquea a Ron. Kevin se encuentra con Jessica en la reunión, quien le confiesa que ahora es lesbiana y le presenta a su novia, Jessica le dice que es hora de ser un Hombre y hablar con Vicky. Kevin, aún sintiéndose culpable, le pide disculpas por haber pensado que habían tenido relaciones sexuales sabiendo que él estaba casado, y le confiesa que aunque ama a su esposa siempre sentirá algo especial por ella ya que fue su primer amor y Vicky le dice que se siente igual con respecto a él, quedando los dos como buenos amigos. Finch se reúne con Selena, Oz se reúne con Heather, y Jim se reconcilia con Michelle, teniendo su reencuentro tan deseado aunque siendo interrumpidos momentáneamente por Nadia (Shannon Elizabeth). Stifler es solicitado ser el organizador de fiestas para una boda de sus viejos compañeros de lacrosse, seguido de esto se encuentra con Sherman (Chris Owen) y habla con él, le cuenta que se casó tuvo un hijo y se divorció, luego Stifler ayuda a Sherman a conseguir pareja. Luego de ayudar a Sheerman, conoce a la madre de Finch, Rachel (Rebecca De Mornay), quien tiene relaciones sexuales con él en el campo de fútbol. Mientras esto sucede, John se reúne con su viejo amigo, Justin (Justin Isfeld) y juntos ven y empiezan a gritar MILF una y otra vez.
A la mañana siguiente, los amigos se reúnen en Dogs Years, donde Jim se encuentra con Kara y ambos se disculpan por su comportamiento. Oz tiene previsto quedarse en la ciudad con Heather, Finch planea un viaje con Selena a Europa, y Stifler insinúa tímidamente que se acostó con la madre de Finch. Todos están de acuerdo en volver a reunirse una vez al año. Por otra parte, el padre de Jim y Jeanine se encuentran en un cine donde ella le lleva a cabo una felación a él.

## Elenco
- Jason Biggs como James Emmanuel Levenstein.
- Thomas Ian Nicholas como Kevin Myers.
- Eddie Kaye Thomas como Paul Finch.
- Seann William Scott como Steve Stifler.
- Chris Klein como Chris "Oz" Ostreicher.
- Alyson Hannigan como Michelle Flaherty.
- Tara Reid como Victoria "Vicky" Lathum.
- Mena Suvari como Heather Gardner.
- Natasha Lyonne como Jessica.
- Dania Ramírez como Selena.
- Katrina Bowden como Mia.
- Shannon Elizabeth como Nadia.
- Eugene Levy como Noah Levenstein "Sr. Levenstein"
- Chris Owen como Chuck Sherman.
- John Cho como John.
- Justin Isfeld como Justin.
- Jennifer Coolidge como Jeanine Stifler/la madre de Stifler.
- Rebecca De Mornay como Rachel Finch/la madre de Finch.
- Ali Cobrin como Kara.
- Charlene Amoia como Ellie.
- Jay Harrington como Ron.
- Chuck Hittinger como AJ.

## Recepción
Rotten Tomatoes le dio a la película un porcentaje de aprobación del 43%, basado en 175 reseñas, con un índice de audiencia promedio de 5.2/10. El consenso del sitio afirma, "Traerá algunos buenos momentos de nostalgia para los fanáticos de la franquicia, pero en general American Reunion no aporta nada nuevo e interesante – o incluso gracioso – con los personajes originales." En Metacritic, la película tiene un índice de audiencia de 49 sobre 100, basado en 34 críticas, indicando reseñas mixtas.

## Banda sonora
- 0. R.Kelly - Bump and Grind 0:00
- 1. Last Night - Good Charlotte 3:40
- 2. You Make Me Feel...(feat. Sabi) - Cobra Starship 3:35
- 3. Here Comes The Hotstepper - Stooshe 3:36
- 4. Wannamama - Pop Levi 3:28
- 5. My First Kiss (Feat. Ke$ha) - 3OH!3 3:13
- 6. I'm A Man - The Blue Van 3:49
- 7. Bring It On Home - Kopek 3:08
- 8. Rum Shaker - Wreckx & Effects 3:57
- 9. Wannabe (Radio Edit) - Spice Girls 2:53
- 10. I'll Make Love To You - Boyz II Men 4:02
- 11. This Is How We Do It - Montell Jordan 3:52
- 12. The Good Life - HP 3:21
- 13. My Generation - Thomas Nicholas Band 2:28
- 14. Class Of '99 Lyle Workman 5:49
- 15. American Reunion - Lyle Workman 3:26
- 16. Na Na Na - My Chemical Romance
- 17. Laid - James 2:43 (Canción destacada de la Saga American Pie)